# Wartmannsroth
Wartmannsroth è un comune tedesco di 2 288 abitanti, situato nel land della Baviera.